# Carapeços
Carapeços ist eine Gemeinde (Freguesia) im nordportugiesischen Kreis Barcelos. In ihr leben 2168 Einwohner (Stand 19. April 2021).